# Touchwood (circonscription saskatchewanaise)
Pour les articles homonymes, voir Touchwood.
Circonscription électorale provinciale du Canada
Touchwood est une ancienne circonscription électorale provinciale de la Saskatchewan au Canada. Elle est représentée à l'Assemblée législative de la Saskatchewan de 1908 à 1975.

## Géographie
Le territoire de la circonscription était situé au sud de la circonscription de Wynyard dans le centre-est de la province et autour de la chaîne de montagne des Touchwood Hills (en).

## Liste des députés
| Parlement                                                                     | Années    | Député                 | Député                        | Parti         |
| Touchwood                                                                     | Touchwood | Touchwood              | Touchwood                     | Touchwood     |
| ----------------------------------------------------------------------------- | --------- | ---------------------- | ----------------------------- | ------------- |
| 2e                                                                            | 1908–1912 |                        | George Maitland Atkinson (en) | Libéral       |
| 3e                                                                            | 1912–1917 |                        | George Maitland Atkinson (en) | Libéral       |
| 4e                                                                            | 1917–1921 | John Mason Parker (en) |                               | Libéral       |
| 5e                                                                            | 1921–1925 | John Mason Parker (en) |                               | Libéral       |
| 6e                                                                            | 1925–1929 | John Mason Parker (en) |                               | Libéral       |
| 7e                                                                            | 1929–1934 | John Mason Parker (en) |                               | Libéral       |
| 8e                                                                            | 1934–1938 | John Mason Parker (en) |                               | Libéral       |
| 9e                                                                            | 1938–1944 |                        | Tom Johnston (en)             | CCF           |
| 10e                                                                           | 1944–1948 |                        | Tom Johnston (en)             | CCF           |
| 11e                                                                           | 1948–1952 |                        | Tom Johnston (en)             | CCF           |
| 12e                                                                           | 1952–1956 |                        | Tom Johnston (en)             | CCF           |
| 13e                                                                           | 1956–1960 | Frank Meakes (en)      |                               | CCF           |
| 14e                                                                           | 1960–1964 | Frank Meakes (en)      |                               | CCF           |
| 15e                                                                           | 1964–1967 |                        | George Joseph Trapp (en)      | Libéral       |
| 16e                                                                           | 1967–1971 |                        | Frank Meakes (en)             | Néo-démocrate |
| 17e                                                                           | 1971–1975 |                        | Frank Meakes (en)             | Néo-démocrate |
| Circonscription fusionnée à Last Mountain pour former Last Mountain-Touchwood |           |                        |                               |               |